# 春叶大厦
春葉大廈（英語：Springleaf Tower）位於新加坡珊頓道，2002年落成，高165（541英尺），共37層，是一棟商住混合的摩天大樓，毗鄰八珊顿道、凯联大厦、金融管理局大廈等甲級寫字樓。

## 樓宇買賣
2007年1月，麥格理環球房地產顧問以1.34億元新幣購入大廈的12個樓層，同年10月即以2.25億售予SEB資產管理，數月內賬面淨賺70％，事件印證了當時新加坡樓市的熾熱程度。